# Philippe Burty
Philippe Burty (Parigi, 3 febbraio 1830 – Astaffort, 6 giugno 1890) è stato un artista francese.
Abile incisore, nel 1873 coniò il termine Japonisme (Giapponismo in lingua italiana) che stava ad indicare l'attrazione e l'interesse dei pittori francesi verso l'arte del Sol Levante.